# 宇賀神メグ
宇賀神 メグ（うがじん メグ、1995年12月28日 - ）は、TBSテレビのアナウンサー。埼玉県出身。

## 来歴
実父はアメリカ合衆国の出身で、自身は埼玉県で出生。日本出身の実母がメグ・ライアンの大ファンであることから、「メグ」と名付けられた。大妻中学校・高等学校卒業。
出水麻衣が『王様のブランチ』（TBSテレビ）のアシスタント時代に楽しい雰囲気で生放送を進行する姿を見て、法政大学生命科学部生命機能学科在学中からアナウンサーを志望。テレビ朝日アスクへ通いながら、セント・フォースが運営するスプラウト所属の学生タレントとして、同社が制作に関与するテレビやラジオの番組へ出演した（詳細後述）。ちなみに、アナウンサーとして放送局に採用されなかった場合は、食品や化粧品などの開発に関する仕事へ就くことも考えていた。
2018年4月1日、TBSテレビにアナウンサーとして入社。同期は小林廣輝（2022年7月31日退社）、田村真子、良原安美。
入社1年目の2019年2月から、『人生最高レストラン』（TBSテレビ）の第2代アシスタントへ抜擢。2021年4月から9月までは隔週土曜日に『王様のブランチ』を進行していた。一方で、2019年6月から2021年3月までは『Nスタ』日曜版のメインキャスター、2020年1月から2021年9月までは『あさチャン!』の水 - 金曜日でサブキャスターを担当。『あさチャン!』の後継番組として2021年10月1日から放送を開始した『THE TIME,』にも、木曜日以外の進行サブキャスターとして出演している。

## 人物
一人っ子で左利き。実母の影響で、小学生時代から洋楽（ビートルズ、エリック・クラプトン、エアロスミス、ガンズ・アンド・ローゼズなどの楽曲）や、マキシマム ザ ホルモンなどの楽曲を愛聴している。さらに、中学生時代からギターを弾き始めると、高校・大学への在学中に軽音楽部でバンドを組んでいた。ギターについては、「（メロディーが）簡単な曲なら耳コピーだけで演奏できる」というほどの腕前で、ギブソン・レスポールタイプのエレクトリック・ギターを自宅で愛用していることも公言している。
ちなみに、TBSテレビ入社後の2022年に『FLASH』（光文社）で本格的なグラビア撮影へ初めて臨んだ際には、愛用のギターを自身で演奏する姿も撮影。そのような写真を所収したフォトブック（同年5月10・16日号に封入のミニブック）には、自身の名前（メグ）とロック・フェスティバルの略称（フェス）にちなんで、「MEG FES.」（メグフェス）というタイトルが付けられた。「MEG FES.」向けのインタビューでは、『いとしのレイラ』（デレク・アンド・ザ・ドミノス）におけるギターのリフに衝撃を受けてギターを弾き始めたことや、「アナウンス部（所属部署のアナウンスセンター内）で（同僚のアナウンサーと）バンドを組む」という夢があることも明かしている。
『人生最高レストラン』アシスタント起用時点でのレギュラー出演者であった徳井義実（チュートリアル）とは、大学生時代（スプラウトでレッスンを受けていた時期）に別の仕事で会っていた。徳井曰く「当時から宇賀神に強い印象を持っていた」とのことで、アシスタントの起用に際しては、「『親戚のおじさん』になったような気分」とのコメントを寄せていた。
プロ野球の阪神タイガースを贔屓にしており、球団のレプリカユニフォームを着用して試合を観戦していることを自身のSNSで公開している。
『THE TIME,』の後に放送されている『ラヴィット!』（同期の田村が川島明（麒麟）と共にMCを担当）で、火曜日の常連出演者である山添寛（相席スタート）とは、2024年9月時点で「TBS社内で会った際に話を聞かない」ように徹底しているとされている。これは同年6月4日の放送で、山添が視聴者プレゼントのキーワード発表で「THE TIME終了」とフリップを出そうとしていたのが発端で、同月11日の両番組のクロストークで総合司会の安住紳一郎（先輩アナウンサーで、同月時点でアナウンスセンターの「役員待遇エキスパート職」）から「私たち『THE TIME,』は山添さんに関して、しばらく口を利かないことになっております」と発言。その後同年7月16日・9月10日の『ラヴィット!』では山添本人から、宇賀神に会った際の対応を明かす場面があった。

## 現在の出演番組

### テレビ
- 人生最高レストラン（2019年2月2日 - ） - 第2代アシスタント[11]
- THE TIME,（2021年10月1日 - ） - 月・火・水・金曜日サブキャスター
  - 先輩アナウンサーの江藤愛がサブキャスター（2022年9月から総合司会）を務める金曜日のみ、サブキャスターと並行しながら、「曜日レギュラー」（他曜日ではタレントを充当）に相当する役割で一部のコーナーを進行している。2022年10月から2023年9月までは、金曜日に限って『THE TIME'』（前座番組）の進行キャスターも兼務していた。
  - 番組自体は5:20から放送されているが、基本として番組の序盤には、オープニングパートと「お目覚め脳シャキクイズ」にのみ出演。いったん退席した後に、5:50から出演を再開している。
  - 2023年の世界陸上ブダペスト大会・第19回アジア競技大会期間中には、TBSテレビが日本国内向けに放送する中継番組のメインキャスターを江藤と石井大裕（スポーツアナウンサー）が担当することから、金曜日に総合司会を代行[20]。
  - 2024年4月からは、『THE TIME'』の金曜日総合司会もしている。
- From TBS（関東ローカル向けの番宣番組、2022年4月4日 - ）- 田村真子（同期アナウンサー）とのコンビでナビゲーターを担当。
  - 『今夜のTBS』『明日のTBS』というタイトルで曜日を問わずスポットCM枠で流れるミニ番組で、日比麻音子（先輩アナウンサー）の後任として起用。
- OAを見た後に…語らナイト (2024年5月10日 - (不定期))[21]

## 過去の出演番組

### TBS入社後

#### テレビ
- イベントGO!（2018年10月 - 2019年9月）
- はやドキ!（2018年10月 - 2019年12月） - 降板時水曜日担当
- Nスタ（2019年6月2日 - 2021年3月28日） - 日曜版メインキャスター
- ひるおび!（2019年10月 - 2021年9月29日） - 2020年7月までは木曜日午前枠、同年8月からは水曜日午前枠のプレゼンターを担当
  - 2020年8月第1週から9月第2週までは、木・金曜11時台・13時台「JNN NEWS」のキャスターも兼務していた。
- あさチャン!（2020年1月8日 - 2021年9月30日） - サブキャスター（水 - 金曜日担当）
  - 2020年3月までは、『あさチャン!先出し』（当時編成されていた前座番組）にも出演した。最終放送日（2021年9月30日）は木曜日で、『THE TIME,』には翌10月1日（金曜日）の初回放送から登場。
- CDTVライブ!ライブ!（2020年4月 - 2021年9月） - 同僚の女性アナウンサー（宇内梨沙・日比麻音子・伊東楓→宇内・日比）と交互に、生中継リポートを担当。
- ぴったんこカン・カン（2020年11月20日 - 2021年9月） - ロケパートのアシスタントとして不定期出演
- AKB48グループ歌唱力No.1決定戦・決勝大会（TBSチャンネル1、2019年1月11日（第1回）・2019年10月31日（第2回））※期日は生中継当日
- サントリー1万人の第九（毎日放送制作のダイジェスト番組）
  - 日本国内で新型コロナウイルスへの感染が拡大している2020年に、TBSテレビのアナウンサーを代表して「奇跡の『第4楽章』リモート合唱企画」（ベートーヴェン『交響曲第9番』第4楽章の歌唱シーンをスマートフォンかパソコンで撮影した動画の投稿企画）に参加。上記の影響でインターネット上のライブ配信コンサートとして開催された同年の第38回公演（12月6日）で東京都武蔵野市内からの中継リポートを担当したため、同月19日に（TBSテレビ・北海道放送・東北放送・CBCテレビ・RKB毎日放送を含む）JNN6局ネットで放送された『1万人の第九　つながろう、今』（公演を主催した毎日放送の制作によるダイジェスト番組）でもリポートの映像が流された。
  - ダイジェスト番組への出演は2020年のみだが、2021年（第39回）・2022年（第40回）の公演（大阪城ホールに観客を入れての有料興行）でも、「サントリー1万人の第九　ミライへつなぐ第4楽章　アナウンサーと一緒に歌おう」（毎日放送以外のJNN加盟局に勤務するアナウンサーが若干名が参加する動画投稿企画）にTBSテレビの代表者として参加。
- 王様のブランチ（2021年4月10日 - 9月25日） - 野村彩也子との隔週交代で進行を担当
- 賞金奪い合いネタバトル ソウドリ〜SOUDORI〜（2021年4月27日未明（26日深夜） - 9月22日未明（21日深夜）、10月2日） - 「メグ・ウガジン」名義
  - 「サヤ・ノムラ」（野村彩也子）と共演。2021年10月2日の「お笑いの日」内で放送された特別企画「200万円争奪!チャンピオンカーニバル」まで出演した。
- オールスター感謝祭'21秋（2021年10月9日）
  - 前週（2021年10月1日）から始まったばかりの『THE TIME,』の出演者を代表して、名物企画「ミニマラソン」の「30周年記念レース」女子の部にランナーとして参加。本人曰く「本格的に運動するのは1年振り」ながら、会場（東京ドイツ村）内の周回コース（総距離3.5km）を完走した様子が、杉山真也（『THE TIME,』で自身と共に進行キャスターを務める先輩アナウンサー）の実況を通じて全国に中継された[22]。
- 金曜ドラマ『妻、小学生になる。 』最終話（2022年3月25日） - 本人 役
- ラヴィット!（2025年3月31日）
  - この日は放送5年目突入記念のリクエスト企画を行っており、MCを務める川島明（麒麟）と同期の田村へのサプライズとして、両者が大ファンである韓国の人気アイドルグループ「(G)I-DLE」が出演。宇賀神も日本で行われたライブに川島・田村と一緒に訪れていたことからVTRでのインタビューを受けた。「(G)I-DLE」のスタジオでのパフォーマンスを観るため、当日の『THE TIME,』本番後に『ラヴィット!』の番組スタッフに紛れてスタジオに駆けつけたが、川島・田村を含め出演者に一切触れられることはなかった。なお『THE TIME,』のメイン出演者が『ラヴィット!』へ登場したのは、2022年6月10日（金曜日）に当時の金曜MC・香川照之が予告なく出演して以来、およそ2年9か月ぶり2回目の出来事となった。

#### ラジオ
- Catch UP Music（2019年1月6日 - 3月31日） - 日曜19:00-19:15
- プレシャスサンデー（2020年9月6日） - 当時パーソナリティを務めていた山形純菜（先輩アナウンサー）の夏季休暇に伴う代演で、『宇賀神メグ プレシャスサンデー』として放送された。
- 赤江珠緒 たまむすび（2021年9月14日） - 赤江珠緒の夏季休暇に伴うパーソナリティ代理[23]
- ハライチ岩井 ダイナミックなターン（2019年10月6日 - 2023年3月26日[24]）
  - 2020年3月までは、『プレシャスサンデー』にフロート番組として内包されていた。
- ジェーン・スー　生活は踊る（2023年11月29日・2024年1月31日） - いずれも「第5週の水曜日」であったため、パートナーを固定していない「第5週」のスペシャルパートナーとして、『THE TIME,』の本番を終えてから出演した。

### TBS入社前
いずれも、法政大学・スプラウトへの在籍中に出演。
- 日替わりセントフォース（BSスカパー!）
- Sugar Notes （InterFM、2015年 - 2017年） - 毎月第3・4週担当DJ[25]
- gee up sprout （FM Salus）

### その他の活動

#### TBS入社後
- FLASH（光文社） - 2022年5月10･16日号「フォトブック　宇賀神メグ MEG FES.」[16]
- Guitar Magazine LaidBack（リットーミュージック）Vol.10（2022年7月13日発売）-　表紙と巻頭のインタビュー記事に登場[26][27][28]。

## その他
- 一日警察署長 赤坂警察署（2019年9月21日）[29]
- 上野東照宮節分祭（2024年2月3日） - 黒豆を使用する「福豆撒き」の行事に「1日巫女」として神楽殿から参加[30]
- 一日警察署長 武南警察署（2024年9月20日）[31]